# Ermita de Sant Miquel (Ascó)
Sant Miquel és una ermita catalogada a l'Inventari del Patrimoni Arquitectònic de Catalunya, al carrer de Sant Miquel de la vila d'Ascó (Ribera d'Ebre) que segueix fins a la carretera de Flix.
La planta de l'ermita és de creu llatina i l'absis no està marcat en planta. Consta d'una sola nau coberta amb volta de canó, amb llunetes i dividida per dos arcs torals que descansen sobre una cornisa i pilastres. A cada costat hi ha una capella, oberta a la nau en arc de mig punt. La part de l'absis també s'obre a la nau en arc de mig punt, coberta amb volta de canó. Als peus del temple hi ha el cor, situat sobre el portal en un altre cos, que cobreix l'entrada formant porxo. A l'exterior, aquest està obert a les tres cares amb arcs de mig punt. La il·luminació de la nau es fa a través de petites finestres quadrades situades sota les llunetes, algunes de les quals han estat tapiades, així com un òcul als peus de l'ermita. Entre el porxo i la nau en sobresurt un campanar de cadireta d'un sol ull. L'acabat exterior és de carreus escairats vistos. El ràfec està decorat amb una imbricació de teula i rajol ceràmic.
Diuen que un militar, no saben quan, va caure pel terraplè amb el seu cavall, i en no fer-se res, d'agraïment va fer construir les arcades i el cor, engrandint l'ermita i protegit la porta. S'hi celebra la festivitat de Sant Miquel arcàngel, per la seva aparició a Itàlia, el 8 de maig. El Papa de Roma, no fa gaires anys, el proclamà Patró dels ecologistes. Totes les manifestacions que es feien a Ascó es concentraven aquí.